# AO Iōnikos Nikaias
L'Athlītikos Omilos Iōnikos Nikaias (grec: Αθλητικός Όμιλος Ιωνικός Νίκαιας) és un club esportiu grec de la ciutat de Níkea.

## Història
El club va néixer el 1965 per la fusió dels clubs AE Nikaia (fundat el 1948) i Aris Nikaia.
Entre els anys 1989 i 2007 Ionikos passà 16 de 18 temporades a primera divisió. També fou finalista de la Copa grega, i participà en la Copa de la UEFA.

## Palmarès
- Segona divisió grega:
  - 1993-94
- Quarta divisió grega:
  - 2012-13
- Copa del Pireu:
  - 1978

## Evolució de l'uniforme
| 1965 | 1978 | 1980 | 1989 | 1991 | 1993 | 1997 |

| 1999 | 2001-03 | 2004 | 2005 | 2007-09 |